# 牙狼-GARO- 〜闇を照らす者〜
『牙狼〈GARO〉〜闇を照らす者〜』（ガロ やみをてらすもの）は、2013年4月よりテレビ東京をはじめとして、TXN各局他で放送された連続テレビ特撮ドラマ。全25話。

## 概要
牙狼〈GARO〉シリーズのテレビ放送としては『牙狼〈GARO〉 〜MAKAISENKI〜』以来1年ぶりの作品。『牙狼-GARO- 〜蒼哭ノ魔竜〜』で「冴島鋼牙編」が完結したことを受け、主役が前作までの冴島鋼牙から放浪の魔戒騎士・道外流牙に変わり、その他の登場人物たちや舞台も一新された。設定や展開は多くの謎を秘めたものとなっている。
スタッフは、GAROシリーズの主軸である雨宮慶太が本作品では原作担当のみにとどまり（ただし、流牙の名前や黒い牙狼などは雨宮の助言による）、歴代作品でアクション監督などを担当した雨宮の盟友・横山誠が総監督を務め、新たなるGAROの物語を描く。
本作品では魔戒騎士の鎧やほぼ全てのホラーがモーションキャプチャーによる3DCGで描かれており、過去のシリーズのようなスーツによる操演はアクションをあまり必要としない場面のみとなっている。また、ホラー人間体の共通した特徴の演出や犯罪劇など、過去のシリーズでは用いられなかった演出も取り入れられている。それらに加え、男女のベッドシーンが何回も描かれたり女性が全裸のままで格闘を行うなど、セクシャルな要素も過去のシリーズより多い。
『牙狼〈GARO〉』のキバや『牙狼〈GARO〉 〜MAKAISENKI〜』のシグマは、鋼牙の倒すべき相手としてなかなか正体を明かさずに伏線を散りばめていたため、本作品では明確にボルシティを牛耳る「悪」として置くこととなった。
物語は第24話で完結しており、そのラストでは「VOLCITY編 完」という字幕が表示され、さらなる物語の続きが示唆された（最終話である第25話は、第1話の前日談となっている）。その後、2014年11月には流牙の新たなる戦いを描く続編『牙狼〈GARO〉-GOLD STORM- 翔』が2015年春より劇場映画およびテレビシリーズとして上映・放送されることが発表された。詳細は『-GOLD STORM- 翔』の項目を参照。
本作品はあくまでも横山と文芸部チームが中心となって創作しており、前作までとは基本的に世界観は繋がっていないことを雨宮が自身のブログで明言している。なお、2016年放送の『牙狼〈GARO〉-魔戒烈伝-』では、本作品と『-GOLD STORM- 翔』の世界が前作までの並行世界と位置づけられている。
キャラクターデザインのコンセプトはスチームパンクとネイティブアメリカン。
2014年公開の映画『THE NEXT GENERATION -パトレイバー-』第1章には、本作品の映像が用いられている。
「魔戒騎士」や「ホラー」など、本作品独自の設定用語については、牙狼-GARO-#関連用語および牙狼-GARO- 〜MAKAISENKI〜#関連用語などを参照。

## ストーリー
黄金騎士ガロの名を受け継いだ若き孤高の魔戒騎士道外流牙は指令を受け、深い森に閉ざされた独立国家ボルシティに辿り着く。ホラーの気配を感じた流牙は結婚式の式場に押し入ると、ホラーに憑依されていた花嫁を参列者の目の前で斬る。即座に警備部隊SG1から追われるが、やすやすとその場を切り抜けた流牙は野宿の最中、夜空に浮かぶ奇妙なニュース映像を目にする。それは、流牙が起こした騒ぎは事件にすらならないという不可解な事象を示していた。
ボルシティの若き魔戒騎士蛇崩猛竜や楠神哀空吏、そして彼らを統率する壮年の魔戒法師符礼や彼の弟子の女魔戒法師莉杏と共に、流牙は輝きの失われた牙狼の鎧、通常のホラーとは一線を画す魔導ホラーの存在などのさまざまな謎の中、使命に身を投じていく。
やがて、流牙たちは魔導ホラーを操る黒幕の意外な正体とその恐るべき企み、さらには彼らと黒幕の間にある因縁について知る。さらには、黒幕のさらなる野望が不測の事態を招き、ボルシティ全体が破滅の危機にさらされる。流牙たちはボルシティを崩壊から救うため、決死の戦いを挑む。

## 登場人物

### 魔戒騎士・魔戒法師
道外 流牙（） / 黄金騎士ガロ
黄金騎士ガロを受け継いだ青年。管轄する場は持たず、街から街へとホラーを求めて渡り歩く。
黒い服装にワイルドな風貌のために怖い人と誤解されがちだが、根は素直で明るくひたむきで純粋のポジティブな性格で、市井の人々とも気さくに交流する。仲間思いでもあり、哀空吏が猛竜を侮辱して見捨てようとした際や風見が食われた際は、剣を抜くほどの怒りを見せた。ただし、符礼のことだけは非常に嫌っており、物語序盤では言うことを聞こうとすらしなかったが、第20話で真実を知り、彼と和解した。
当初はガロの鎧を己の実力で継承したという過信から内心では己の実力を過信する思い上がった一面もあったが、尊氏を始めとした強敵との死闘や多くの出会いと別れを経験するに連れて精神的に成長していくことになる。
物に触れることで人の想いや過去の記憶を感じ取れる能力を持つ。また、聴覚が鋭くそれを頼りに行動することも多く、前述の能力も音として感じ取ることが多い。歌も上手く、第6話ではホラー狩りのためにライブへ乱入し、その歌声で客を即座に魅了している。
スマートな格闘スタイルで戦闘をこなす傾向にある。また、魔戒騎士として他の流派・一族の特徴についてもある程度の知識があるらしく、哀空吏に対して楠神流の弓術について語るシーンが存在する。
符礼の命令で7歳から10年間、無人島で羅号をパートナーとして騎士としての修行を積み、最後にその羅号を斬ることを符礼に命じられてやむなく牙狼剣を抜いて羅号を斬り、ガロの力を手に入れた。身に着けているペンダントは、羅号の牙を形見としたものである。
街を訪れた際には、必ずその街を見渡せる場所に母親・波奏の墓を建てている。ボルシティにおいてもいつしか全ての魔導ホラーを討伐し、人々を守り切った暁にはきちんとした墓を建てることを目標としている。
第18話で滔星の居場所を突き止めて仲間たちと共に向かい、そこで尊士たちと交戦するが敗北し、牙狼剣を失い両目を潰される重傷を負って捕らわれてしまう。上手く看守の隙を突いて脱獄に成功するものの最初は失明した状態での戦いに慣れずに苦戦し自信を喪失してしまうが、修行時代の記憶と波奏と交わした約束を思い出して自分自身の力を信じて諦めずに立ち向かい、ザルバと仲間たちの助けを得て牙狼剣を取り戻し脱出する。失われた視力も第20話で波奏の力によって回復した。そして、第23話で尊士を倒し、全ての魔導ホラーを討伐したことでガロの鎧に黄金の輝きを蘇らせ、波奏との約束を果たした。だが、この時彼女はゼドム復活の影響でホラー化しつつあり、決して死なずに生き続けることと多くの笑顔を守り抜くことを約束して彼女を斬った。
第24話でボルシティでの戦いを終えた後、番犬所から指令が下り、莉杏と共に南の管轄へと旅立った。
- 道外流牙の名前は原作者の雨宮慶太が名づけた。今までにない要素として、おしゃべりという個性が取り入れられ、栗山となったことでキャラを変更し、笑顔を浮かべるということが追加された。途中で試練を与えるため、序盤ではあえて自信過剰な生意気な雰囲気で描いている。
- 衣装は、当初は「一人の男が成長する物語」のため、『銀河鉄道999』の星野鉄郎をイメージしていたグリーンのコートを着たキャラクターだったが、ロックのようなデザインがいいという二宮の提案からデニムやライダースジャケットのパターンも考えられたが、鋼牙同様コートを着たものとなった。デザインコンセプトをレースアップ部分と、切り返しで2ウェイのようになっているウエスト部に残している。

魔導輪ザルバ
流牙が常に左手中指に嵌めていた、人語を話す指輪。前作の冴島大河と冴島鋼牙のパートナーの指輪なのかは不明。
符礼とは旧知の仲であり彼から流牙に預けられたが、正当な継承者ではない流牙を「まだまだボウヤ」と称して自らの主とは認めていないため、前作のように彼に対してのアドバイスも滅多になく、話しかけられても応えないなどまともに口を利こうとしない。そのため、流牙が符礼の元に合流して以降は、符礼の元にいたが、第19話で再び流牙の元に戻る。最初は流牙にボルシティから逃げ出すよう促していたが、失明しても諦めずに戦い抜こうとする流牙の姿を見て彼を助けることを決意し、牙狼剣のところまで導く。そして、流牙が無事に牙狼剣を取り戻したことをきっかけに彼を主と認めて契約を交わす。
猛竜が「今時魔導輪か?」と言っていたことから、今作における魔戒騎士たちはザルバのような魔導輪や魔導具を身に着けていないことがうかがえる（実際に猛竜と哀空吏も身に着けておらず、猛竜曰く、「喋るから面倒」とのこと）。
蛇崩 猛竜（） / 炎刃騎士ゼン
炎刃騎士ゼンに変身して戦う青年。使用する武器は青龍刀に似た片刃の魔戒剣。
普段は言動も軽く常に複数の女性と遊び歩く根っからのプレイボーイで魔戒騎士らしからぬ破天荒な行動を取るが、キメる時はキメる男。すぐ子供とも仲良くなる優しさを持ち、人懐っこく、新しく仲間に加わった流牙にも親しく接し、すぐに打ち解けた。やや熱くなりやすい性格でもあり、棘のある言動の多い哀空吏とは仲が悪く衝突することが多いが、危ういと見れば身を呈して助ける人の良さがある。また、喜怒哀楽がはっきりした感情豊かなこともあってか非常に涙もろく、魔戒騎士でありながら涙を流すシーンが非常に多い。時には泣き叫び地べたを転がることすらあり、他の魔戒騎士と比べても特に感情の見せ方が大きい。
第7話で出会った少女の類にはプレイボーイらしからぬ純情な思いを抱き、以降も彼女の様子を見に出向いている。また、それ以降は女遊びをやめている。
第18話でプラントを刺されそうになった流牙を庇い、刺された自分の右手を自らの魔戒剣で切断した（そのため全身のホラー化は免れた）。
第22話で符礼からソウルメタル製の義手を与えられる。これは戦闘時には炎を象った巨大な盾のように変化し、攻防一体の武器となる。
第24話でボルシティでの戦いを終えた後、番犬所から指令が下り、西の管轄へと旅立った。
- ステレオタイプの不良ではなく、雨宮のやり方を踏襲して半径2〜3メートルくらいの範囲にいる不良で考え、リアリティのあるエピソードやセリフを入れている。スタントマンが命がけのシーンを撮ると彼女や奥さんが欲しくなるという体験談を元に、危険と常に隣りあわせで生きているという猛竜の心情や人間臭さを描くため、女を抱く場面を撮っている。
- 当初の衣装は真っ赤なコートだったが、牧師のようなマオカラーの衣装という指定を受けたため、シングルのスタンドカラーのライダースジャケットのような形となった。
- 荒々しい雰囲気を出すため、語尾を巻くように喋り、喉をつぶして声をガラガラにしている。池田がやりたがっていた中国拳法を取り入れるため、青龍刀のような魔戒剣となった。

楠神 哀空吏（） / 天弓騎士ガイ
天弓騎士ガイに変身して戦う青年。
魔戒騎士の名門として名高い楠神家の御曹司であり、その名を背負う重責から道理や理屈に当てはまらない行動や言動を嫌う常に冷静沈着な性格となった。頭脳派であり、莉杏と組んで罠を張ったり豊富な知識を駆使した緻密な作戦を立案することを得意とする。そのため、当初は不真面目な立ち居振る舞いの猛竜や未熟で黄金の輝きを失った牙狼をまとう流牙のことを見下した態度を取り、守りしものとしての意識も薄かった。非常に自信家でもあるが、一度プライドを崩されると脆いという一面も持つ。魔導ホラーとの戦いの中で、自らの弓が通じなかったことからその弱点や内面が明らかとなり、一度はボルシティから逃げ出そうとするが、何の罪もない人々の魂を弄ぶ魔導ホラーの所業を目の当たりにしたことや流牙との共闘を経て、魔戒騎士としての自覚を高く持つようになる。それ以降は仲間から学んだ姿勢をとりこみ、戦闘法や言動にも大きな変化が見られるようになる。また、和解する前の11話でも類を想う猛竜を気に掛ける様子を見せている。
早撃ちの名手・楠神の後継者である通り楠神流弓術に優れるが、2つに分離させた魔戒弓を剣のように扱っての格闘戦も得意であり、遠近両用の珍しいスタイルの魔戒騎士でもある。さらに、弓を一度破壊されて以降はあえてその特性を生かし、ヌンチャクのような使用法も身につける。
第22話で符礼から楠神家の名誉を守る者の証として楠神の家紋が刻まれたソウルメタル製の鏃を授けられる。
第24話でボルシティでの戦いを終えた後、番犬所から指令が下って元老院へ行くことも考えたがボルシティに残って遺跡を守ることにした。
- ステレオタイプのエリートではなく、雨宮のやり方を踏襲して半径2〜3メートルくらいの範囲にいるエリートで考え、リアリティのあるエピソードやセリフを入れている。育ちがいい単なるエリートではなく、一子相伝の高貴な出自であることから、役柄に家柄の部分を反映させるため、伝統芸能の世界や歌舞伎役者を参考にしている。
- 「いいところのお坊ちゃん」と「眼鏡の弓を持った騎士」という設定をもとに衣装を作り、デザイナーの佐藤の趣味であるチャップスを着せている。

符礼（）
ボルシティを拠点とする壮年の魔戒法師。
哀空吏は彼の部下的存在であり、莉杏の師匠でもある。流牙とは過去に因縁がある模様で、物語序盤では忠告や助言をしても唾棄されるほど嫌われていた。今の牙狼や魔導ホラーについても何か知っているようで、流牙を指令でボルシティに呼び寄せ、魔導ホラーを全て斬るように命じた。
15年前のゼドムの儀式の最中に滔星が引き起こした混乱に巻き込まれた際に波奏たちを守れずにただ一人生き延びたことを後悔しており、本編の前日談にあたる第25話では己の無力に葛藤し、苦悩する姿が描かれている。最初は後悔のあまり自ら命を絶とうとしていたが、一人になっても頑張ろうとしている流牙と莉杏の姿を見て二人を守り抜くことを決意した。
第22話でゼドムの魂を鎮めるために単身首塚に向かい、自分の身と引き換えに再度眠りに就くようゼドムに交渉するが拒絶され、ゼドムの攻撃を受けて消滅した。残された彼の魔導筆はゼドムの弱点を指し示し、流牙たちを勝利に導いた。
羅号を操るための鞭に変形する魔導筆を持つ。
魔戒獣 羅号（）
符礼が使役する魔戒獣。四足の獣のような姿をしている。普段は符礼のマントの中に隠れており、偵察から符礼が乗る球型の乗り物を引く馬のような働きをする。彼が引き連れている赤褐色の個体と、修行時代の流牙のパートナーであった青色と銀色の個体の2種類が確認されている。
第16話で莉杏も羅号を操る術を符礼から伝授されるが、まだ羅号は彼女のことを主と認めていないようである。
莉杏（）
符礼直系の弟子である派手な女魔戒法師。
魔戒法師らしからぬ言動も多く、自由奔放で酒場に一人で繰り出すなど男遊びも派手だが、実際は男嫌いで一線を越えることは無い。また、魔戒法師としての仕事はきっちりこなす。美しく高価なものを好み、男から宝石を贈られると魔導具の材料として喜ぶが、クルーザーや別荘などには関心を持たない。得意の変装や法体術を駆使して潜入捜査を行うことが多く、その際にはよく哀空吏と組んで行動する。出生に起因した理由から自分の生き方以外には興味を持たず、他人を簡単に信じない性格だが、ホラーの被害者に関して同情や思いやりを見せるなど、決して非情な人物ではなく、深い優しさを持つ。魔導筆の他、実銃をベースに作り出した、法力を込めた弾丸を変えることでホラーが張る結果に穴を空けたりホラーを封印することができるなど様々な法術を発動させる魔導銃を愛用する。また、青い魔界竜の稚魚を使役する。
当初は符礼に反抗的な態度を向ける流牙を快く思わず、流牙からも半人前扱いされて軽視されるなど、互いに信用せずに折り合いが悪かったが、第11話での協力を通して素直に胸の内を吐き出したことでそれぞれ心を開くようになり、好意を徐々に抱くようになった。
第4話で偶然酒場で出会った燕邦を「唯一認めた女性」と気に入って意気投合し、大切な友人となるが、第16話で彼女のホラー化を知って苦悩し、魔戒法師の使命と少しでも可能性があるなら彼女を救いたいという思いの狭間で葛藤するが、最終的に彼女を魔導ホラーの呪縛から解放するために倒すことを決意した。
第18話で滔星たちに捕らわれてしまい、波奏に変わる新たな魔導ホラーのプラントの母体として利用されそうになるが、寸前のところで流牙に救出される。そして、流牙と共に燕邦との決着をつけ、彼女をホラーのまま死なせないために一芝居打った。
第24話でボルシティでの戦いを終えた後、滔星の経営するステーキハウスに訪れて燕邦と符礼の仇を討ち、流牙と共に南の管轄へと旅立った。
第25話では符礼との出会いが描かれており、当初は父親の莉峽を喪ったショックから塞ぎ込んでいたが、自分と同じ境遇の流牙の姿に感化されて魔戒法師になることを決意し、符礼のもとで修業を積んだ後に閑岱へ向かった。
次回予告のナレーションも務めている。
- 鋼牙とカオルのピュアなラブロマンスを主軸に置いていた鋼牙シリーズの域を越えるため、新たなヒロイン像を突き詰めて逞しく生きていく女性像となったが、社会人になり立てのころは突っ張っているが、それが自覚を持った素直な人間に成長していくため、莉杏のスタートラインはそのようにしている。女性に楽しんで観てもらうようにするため、強い女性を描くほうが感情移入しやすいことから、女性がイニシアティブを取ることが多い現代を反映させて、「私と赤ちゃん、作らない？」という横山の意図を象徴したセリフを入れている。
- デザインコンセプトであるスチームパンクの要素を強く残しており、黒を基調とした邪美や烈花とは異なり、スチームパンクのテイストが一番強い色使いの衣装となっている。
- 当初は第2話からの登場だったが、横山の提案で第1話に登場シーンが付け加えられた。

### 金城一族とその関係者
金城 憲水（）
金城グループの会長。ボルシティの創始者で、シティのあらゆる場所に自分に服従する人間たちを配置し、支配している。常に車椅子に乗っているが、一応は立ち歩きは不可能ではない模様。
その立場からボルシティの住人たちに魔導ホラーの種を植え付けている張本人と思われていたが、流牙と対面した際にそれを否定して、真の黒幕が滔星であることを明かす。金城グループも実際は尊士をはじめとする魔導ホラーたちを介した滔星の指示によって動かされ、憲水は彼らの傀儡に過ぎなかった。
ホラーではなく普通の人間で、流牙らにボルシティや、自分の家族を守ってくれるように懇願するなど決して極悪人ではないが、滔星の母親・華漣を愛人として囲っており善人とも言い難い（滔星によると華漣を強姦して、その結果滔星が生まれたとのこと）。流牙たちに全てを話した後、滔星から用済みとして切り捨てられることを恐れて符礼の護衛を受けていたが、そこへ現れた滔星と尊士に連れ攫われ、最期は命乞いも叶わず、滔星の指示を受けた尊士に捕食された。
金城 滔星（）
憲水の私生児。四男だが滔星のみ母親が違う。現在は金城家から勘当・絶縁されており、ボルシティの片隅でステーキハウスを経営している。
その出自から金城家に恨みを持っていると見られ、SG1から反社会活動に関わっているのではないかという疑いをかけられていた。経営するステーキハウスにホラーが現れ、流牙との戦いを目撃したことでホラーの存在を知り、接触後はしばしば彼の手助けをするようになる。
だが、その正体は陰我ホラーや自分に従う魔導ホラーを仕立て上げ、それらを金城グループの要職に置くことで、ボルシティを裏から牛耳っていた事実上の支配者であり、尊士やリベラも彼の配下として暗躍していた。正体を隠していた時は流牙や燕邦と分け隔てなく接することができる気さくな善人の青年を演じていたが、本性は自分の手の内で踊らされている流牙たちを侮蔑したり、自分の父親や兄弟、甥や姪にあたる幼い子供ですら平然と手にかけるといった、きわめて卑劣かつ狡猾な悪人である。なお、法術やホラーに関する知識は金城の屋敷に隠されていた魔導具の品々から得た。
第1話で尊士から花嫁に憑依していたホラーが黄金騎士と思われる者に斬られたという報告を受けて彼の目を使って流牙を随時監視させたことを皮切りに、彼にプラントを刺して最強の魔導ホラーを作り出そうと画策する。それ以降、流牙が様々な魔導ホラーとの戦いを経験する裏で彼にプラントを刺そうと暗躍していくが、流牙が魔導ホラーを斬るごとに鎧の輝きが増していることを知り、彼が完全に鎧の光を取り戻すまで待つことにした。
第17話で憲水が自身の正体を流牙たちに明かしたことで本性を露わにし、尊士たちを使って自分以外の金城一族を皆殺しにすると共に再度流牙たちを凶悪犯に仕立て上げ、自らが金城グループの新代表として表舞台に立った。第18話で流牙が尊士に動きを封じられた隙をついて最後のプラントを彼に刺し込もうとするが、猛竜の妨害によって失敗に終わった。ボルシティの完全支配を目的としており、ゼドムの復活は望んでいなかったが、成り行きからその原因を作ってしまう。
陰我ホラーでも魔導ホラーでもない普通の人間（第8・18話で判明）で、自分の正体が発覚した後も、魔戒騎士は人間を斬れないことを見透かして、流牙らを侮った態度を取った。また23話でゼドムの復活を自分の命を賭けて阻止しようとする符礼を賞賛し、自分は普通の人間だからと責任を放棄する態度を取った。
このように醜悪にも程がある人間性ゆえに、抱えていた陰我もまた凄まじいものであり、第24話でゼドムの復活にともなって放たれた素体ホラーたちに、寄ってたかって憑依されてしまう。その時はSG1隊員に護衛させ自分の身を護ろうとしており、またその前には自分の配下の魔導ホラーが倒されていくことに怯える発言をしており、おそらく以前からも素体ホラーに狙われ、魔導ホラーに自分を護らせて人間であり続けていた様子。
ゼドムが倒され、莉杏によってボルシティの人々からホラーの記憶が一切消去された後、自分もそうして記憶を失った人間のひとりを装い、かつて経営していたステーキハウスに戻っていたが、そこへ来訪した流牙に既に陰我ホラーとなったことを見破られる。往生際悪く命乞いをするが（その時の会話からも、狡猾にも金城グループの財産を持ち出した様子）、莉杏に「黄金騎士が相手にするまでもない雑魚ホラー」と一蹴されながら魔戒銃で呆気無く射殺された。
華漣（）
滔星の母親で金城憲水の愛人。滔星によると憲水に強姦され身籠ったとのことで、それが事実とすると憲水の愛人になったのは本人の意思ではないと思われる。
実は魔戒法師の掟を破って追放された魔戒法師の一族の血筋である。金城の屋敷には一族の魔導具が隠されており、その品々が滔星に法術やホラーに関する知識を得させることとなった。
一応は金城家の屋敷で囲われていたが、冷遇されていた様子で、複数の若い愛人を家に招いては酒浸りの荒んだ日々を送っており、滔星からは淫らでだらしない生きる価値のない女だと軽蔑されていた。滔星を放置して遊び呆けていたが、その一方で「強い男になれ」と声をかけていたことから、多少は彼のことを気にかけていた模様。若き日の滔星が「ホラーを招く禁断のオブジェ」を用いて呼び出したホラーに憑依され、愛人を全員捕食したうえで滔星をも捕食しようとするが結界符に阻まれ、その場から消え去った。その後の消息は明らかとなっていない。
尊士（）
シティに潜伏している魔導ホラーたちの頭領格として彼らに指示を出している謎の男。表向きには憲水の秘書を務めているが、実際は滔星の腹心の部下である。
燕邦に人の魂を喰らわせ、魔導ホラーへの覚醒を促したり、一度は魔導ホラーの脅威から逃れた洲崎一家を陥れて、類の家族を死に追いやった張本人。自身も魔導ホラーであり、人間の姿のままでも触れることなく物を動かすなどの異能の力を発揮する他、魔戒騎士3人を同時に相手にしても傷一つ負わず圧倒するほどの戦闘力を持つ。普段は素手による格闘技で戦うが、本気で戦う際には魔戒剣を引き抜いて戦う。また、自身の右目を抜き取って浮遊させ、それを通して自分が見たものを他者に見せることができる。それらの能力を活かして、憲水の監視や、流牙たちへホラーをけしかけるなど、暗躍を繰り返してきた。第17話で憲水を用済みとみなした滔星の命令を受けて、彼を捕食すると、以降は滔星の右腕として、本格的に魔戒騎士たちの前に立ちはだかってくる。
魔導ホラーとしての姿は魔戒騎士然としているが、有機的かつ凶悪で禍々しいものとなっている。この姿の時は肋骨の1本を大剣に変える、背中から翼を生やし自由に飛翔するなどの能力を持つ。遺跡での戦いでは流牙たちと一対のサイを武器に迎撃した。
かつては符礼や波奏たちの同志であった魔戒騎士で、彼らから深い信頼を受けるほどの実直な性格を持つ人格者であったが、15年前にゼドムの儀式を行なおうとしていた符礼たちの護衛中、混乱に乗じた滔星にプラントを刺され、魔導ホラーと化した。
その経緯を知った流牙からは、騎士としての強さや己の未熟さなどを自分に教えてくれた師として尊敬の念を抱かれていた。第23話ではゼドムの命令を受けて流牙をゼドム復活の生け贄に捧げるべく襲い掛かるが、流牙たち三騎士と壮絶な大激闘を繰り広げた末に流牙に斬られ、絶命した。その遺体はゼドムに回収され、復活の媒体として利用された。
リベラ
「ボルシティの女神」とも呼ばれるボルシティのテレビ局に所属する人気番組「NEWS TIME」のニュースキャスター。
市民の間で非常に人気が高い。表向きは「正義は守るもの」と嘯くが、実際は「正義は作るもの」を信条とし、マスコミの立場を利用してホラーや滔星にとって有益になるよう、ボルシティの情報操作を行っているほか、金城グループの邪魔になる者を排除している。
尊士同様に、その正体は滔星の配下の魔導ホラーであり、魔導ホラーたちの中では尊士に次いで重宝されている存在である。1年前に旧知のカメラマン風見の恋人を殺害した張本人でもある。尊士の指示で風見の撮影した写真を利用して情報の捏造を行い、流牙を凶悪な連続殺人犯に仕立て上げた上、真実を報道するよう迫った風見をも捕食した。
魔導ホラーとしての姿は人間とホラーの2つの顔を持つ人形のような姿をしており、両耳を引き剥がして一対の小剣に変えるほか、360度自在に回転させることができる首と関節、長く伸ばせる舌などの身体能力を持つ。ホラーの姿になる時や変身時には、「シィィ……」と発声することが多い。
第12話でテレビ局に潜入した莉杏や流牙と対峙して流牙を銃撃するも、その場面は莉杏と猛竜の策略で「流牙の射殺画面」としてボルシティ中に流されて殺人犯として市民に認識されてしまう。その際の戦闘で舌を切り落とされたことにより、流牙らは全ての魔導ホラーの所在地を知ることとなった。第17話では前述の映像はトリックであることが暴露され、自らは滔星の命令で尊士らと共に金城一族を皆殺しにする。
第21話で配下の陰我ホラーと共に莉杏を救出しに来た流牙たちの前に立ちはだかり、猛竜や哀空吏と交戦する。駆けつけたSG1隊員たちを流牙が生きていることを証拠に言いくるめて味方につけようとするが、莉杏の策略で流牙たちの指名手配を解かれ、SG1隊員たちの目前で正体を晒された上に、燕邦を殺害した凶悪犯として仕立て上げられ、皮肉にもかつて自分が流牙を陥れた時と同じ手によって、自分自身がボルシティの敵としてSG1から追われる身となってしまう。
第22話ではSG1による執拗な追撃により、後がなくなったことを悟り、流牙たちへの最後の戦いを挑むべく、奪われた自らの舌を手がかりに魔戒騎士陣営のアジトを襲撃するが、三騎士との激戦の末に牙狼に斬られ、消滅した。
人間だったころの実像は作中では描かれなかったが、他の魔導ホラーにされた人間たちも優秀で、本来は周囲から慕われる人格者だったことから、彼女もそういった人間だったことが推測できる。
女神像の少女
シティ地下の古代遺跡にある女神像の中に住み、神秘的な歌声でゼドムへのレクイエムを奏でる赤服の少女。女神像を通して歌をボルシティに流しているが、これには魔導ホラーの成長を促す効果がある。
遺跡に流牙たちが突入した際に女神像の中に入ってきた莉杏と遭遇し、流牙たちを追って来た符礼に救出された。その正体は流牙の母親の波奏であり、プラントを生み続けるたびに記憶を失い、少女の姿に若返っていたが、最終的に符礼の術によって元の姿に戻る。

#### SG1
燕邦（）
ボルシティの治安維持特殊部隊SG1の女性隊長。
魔戒騎士の存在意義は知らないので、当初は結婚式に乱入して花嫁を斬るなど事件現場にしばしば不審に出没する流牙を、シティの犯罪に与する存在と疑っていた。滔星を連行に向かった先で陰我ホラーと遭遇し、流牙からホラーを斬る魔戒騎士のことを聞き、さらに流牙が決してSG1隊員を傷付けないことから誤解を解き、一旦は流牙を信用することにした。また、行きつけの酒場では莉杏と出会っており、彼女とも親交を結ぶことになる。
しかし、その強い心に目をつけた滔星によってプラントを植え付けられたことをきっかけに、尊士によって人の魂を喰らう経験を何度か重ねた後に魔導ホラーへの覚醒を遂げ、自分を慕っていた部下の吉富の魂を喰らうと、その死の責任を流牙になすりつけ、彼の息の根を止めると宣告する。そして別人のような妖艶な姿で莉杏と再会した後、魔導ホラーであるという事実が莉杏や流牙にも知れ渡ることとなる。
ホラー形態はドレスを来た人間の女性のような姿で、引き剥がした首の皮膚を変化させたダガーナイフと左前腕に生えた大型の刃を武器に戦う。
次第に人間の心を失っていき、第17話で滔星の命令で尊士らと共に、滔星の姪にあたる少女二人をはじめとする金城一族を捕食したり、「人とホラーが交わることはない」と莉杏を冷たく突き放すようになった。最期は流牙と莉杏との戦いに敗れ、微笑みを浮かべながら生涯を閉じた。
遺体が消滅せずに残ったため、莉杏の活躍によってホラーとしてではなく、ボルシティの敵に勇敢に立ち向かって倒れた正義の人として死んだこととなった。また、残されたネックレスを通して流牙が感じ取った残留思念により、まだ人間の心が僅かに残されていたことが明らかになった。
吉富（）
SG1の隊員の男性。燕邦の部下で彼女に上司として尊敬し、女性として愛しており、誕生日にネックレスをプレゼントしたり、体調を気遣ったりしていたが、彼女と一夜を共にした後、魔導ホラーと覚醒した燕邦に捕食された。
第21話の莉杏の夢の中では、燕邦と共に幸せな一時を過ごしていた。

### ボルシティの市民
風見 泰人（）
フリージャーナリストの男性。
元はボルタイムスの新聞記者で金城家のスキャンダルを調査していたが、物語開始の1年前に恋人の美咲を自分の目の前でホラー（リベラ）に捕食されて以来、仕事を辞めて仇を追っていた。流牙とホラーの戦いを目撃し、ホラーの正体を暴こうと流牙に詰め寄るが、「もう関わるな」と彼から忠告される。
流牙から「同じ志を持つ仲間」として認められていたため、彼と関わった記憶を消されなかった。シティの人々をホラーから守るために流牙と共に戦うことを決意し、ホラーの存在を公表するために流牙の戦いの現場の写真をテレビ局に持ち込むが、その写真を情報の捏造に利用された挙句、旧知の仲であるリベラに捕食された。
洲崎 類（）
ボルシティにやってきた移民一家の娘。
父親と祖父を亡くし、母幸子、祖母良恵、弟元気と共に暮らしていた。移民希望者を次々と狙う魔導ホラーである白波の陰謀に家族共々陥れられそうになったところ、一度は流牙たちの活躍で救われる。しかし、ボルシティを去ろうとしたところ、尊士の策略で記憶を消されて再びボルシティに引き返してしまった結果、母、祖母、弟はホラーに捕食される。しかし、その直前に記憶を取り戻していた類だけは辛くも難を逃れて流牙たちに保護された後、記憶操作によって家族の存在の記憶ごと消されて花屋のアルバイトをしている孤児ということにされた。猛竜とは初めて会った時から記憶を失った後も恋人としてお互いを意識していたが、ボルシティの人間全てがホラーの記憶を失った際、再び彼の記憶を失う。テレビに映ったニュース中のリベラを記憶操作後に見ても恐怖を感じるなど、感受性は豊かである模様。
ちなみに殺害された類の母、祖母、弟の魂はホラーの非常食として魔導ホラー妻崎の工場でアンプル化されていたが、後に流牙たちの弔いの炎によって成仏した。
花屋の主人
類が手伝っている花屋の女主人。本名は不明。類と同様に記憶操作されている模様で、猛竜とも仲が良い。
ソフィア
かつてゼドムへのレクイエムを歌っていたとされる、オペラ歌手の女性。1か月前のツアーの最中、行方不明になっている。
恋人の万樹の別荘で発見されたバイオリンの弓には、ソフィアの残留思念が宿っていた。

### その他の登場人物
波奏（）
流牙の母親で魔戒法師。
符礼とは幼馴染。流牙は15年前に彼が修行に出たすぐ後に病気で亡くなったと符礼から聞かされていたが、実際にはゼドムの腕塚でゼドムの儀式を行っていた際に滔星たちに捕らえられ、魔導ホラーのプラントを生み出すための母体として利用されていた。
流牙は魔導ホラーを斬った時に発生する黄金の波動を受けた際に波奏の存在を感じていたが、それは彼女の歌によって黄金の輝きが育てられていたためであった。
第20話で流牙との再会を果たし、自身の視力と引き替えに流牙の視力を取り戻した。
何度もプラントを生み出していた影響で身体がホラー化しつつあり、第23話で流牙に自ら望んで斬られた後、遺体は古代遺跡の女神像の麓に埋葬された。
沙莉
莉峽の姉である魔戒法師。ゼドムの儀式を行なっていた最中に滔星が引き起こした混乱に巻き込まれ、魔導ホラーと化した尊士に捕食された。
莉峽
莉杏の父親である魔戒法師。魔導ホラーと化した尊士の襲撃を受けて致命傷を負い、符礼に莉杏を託して事切れる。莉杏が身に着けているバレッタは、莉峽の形見の品である。
オウマ
符礼の仲間の魔戒法師。波奏を救えなかった己の無力さに打ちひしがれていた符礼を気にかけていた。

## 関連用語

### 魔戒騎士
黄金騎士牙狼（）
基本設定は牙狼-GARO-#魔戒騎士を参照。
最強の魔戒騎士の称号であり、その名の通り黄金に輝く鎧を持つ魔戒騎士。今作では、その力を過去の大戦で解き放ったため鎧の輝きは失われており、瞳が宿っておらず、その大半が闇に染まって黒く、腰部の紋章をはじめ細部の形状も本来のものとは異なっているが、魔導ホラーを斬ると一瞬だけ本来の姿に戻るが、全身に鎧を解除するほどの激痛が襲う。輝きが失われた詳しい原因は不明だが、「大きな戦いの中でホラーを倒し、人々を守るために全ての金の輝きを放った」と語り伝えられている。また、通常時の魔戒剣の鞘と柄は白く色あせている。
第23話で流牙が尊士を倒したことをきっかけに偽りの黄金が剥がれ落ちるように黄金の輝きと本来の姿を取り戻した。その輝きは失明した波奏ですら感じ取ることができたほど。同時に魔戒剣の鞘も白鞘から牙狼の称号を受け継ぐ者の証である赤鞘に変化し、瞳の色も橙色となった。
『CR牙狼・金色になれ』においては冴島鋼牙の世界に存在する魔導馬・轟天を駆る姿や黄金騎士の影であり鋼牙やその息子・雷牙と戦った魔獣ザジとの戦いが描かれている。
ハイエナの発言から、ガロの称号を継ぐ者は流牙が継ぐまでの長い年月の間、現れなかったことが示唆されている。
炎刃騎士漸（）
猛竜が緋色（赤銅色）の鎧を纏った姿。炎のような装飾や形状が特徴で、腹部に猛竜の名前にある竜のような鱗が存在する。従来の魔戒騎士と比べても、特に狼的要素が薄い形状をしている。青龍刀のような反りがある鋭い片刃剣を用いて戦う。鎧召還の動作は、しゃがみ込んで自らを中心に剣で大地に弧を描く。使用する魔導火の色は赤色。
第24話では、牙狼の鎧の輝きを受け、一時的に黄金に輝いた。
天弓騎士牙射（）
哀空吏が緑がかった蒼色（青銅色）の鎧を纏った姿。左耳が短く右耳が長い眼がつながったアシンメトリーの兜や日本の甲冑のように左右の腰から下がる2本の帯が特徴で、主に光の矢を駆使した遠距離戦で戦うが、両端に刃の付いた弓を用いての近距離戦もこなす。鎧召還の動作は、弓を8の字に振るって両脇に描いた2つの弧から挟まれるように鎧を召還する。使用する魔導火の色は青色。
第24話では、牙狼の鎧の輝きを受け、一時的に黄金に輝いた。
- 「天弓」は、中国語で「虹」という意味である。

### 魔戒法師
魔戒銃
リボルバー拳銃型の魔導具。装弾数は6発。武器としての使用のほかにも、魔導筆のように術の発動に使用することも可能。
魔導ホラー探知機
流牙に切り落とされたリベラの舌から符礼が開発した魔導具。指で回すと回転するリベラのホラー形態の顔のようなオブジェが先端に付いた小型のステッキのような形状をしており、それを回転させて人間態の魔導ホラーの目の前に翳すことによって、正体を暴くことができる。
弔いの炎
魔導火の炎で現世を彷徨う人間の魂を成仏させる術。第13話では、この術でホラーのアンプル状の保存食にされていた人々の魂を解放した。
安穏の儀
想い人へ気持ちを送る術。発動すると色とりどりの無数の花びらが舞う。
古の歌
陰我を浄化してゼドムの力を封じ、ソウルメタルを育てると言われる歌。ジンケイの血筋を持つ女魔戒法師に受け継がれている。波奏はこの歌を歌い続けることで黄金の輝きを育てていたが、同時に魔導ホラーも強化するという危険性も孕んでおり、ザルバ曰く「危険な賭け」であったとのこと。
ゼドムの儀式
ゼドムの身体の一部が封じられている塚で行われる儀式。ジンケイの血筋を持つ女魔戒法師が古の歌でゼドムの封印を緩め、呼び出したゼドムの身体の一部から種子1粒を取り出して身体に吸収し、それを体内でプラントにまで育てる。その際には想像を絶する激痛に襲われるうえ、儀式の最中にホラーが引き寄せられることもあるため、魔戒騎士による警護が必要となる。
この儀式を行っている最中、そこに潜入した金城滔星が、混乱に乗じて尊士にプラントを突き刺して魔導ホラーにしたことが、物語の発端となった。複数の種子を身体に吸収した波奏は滔星にさらわれプラントを産み続けることになり、唯一生き残った符札は流牙と莉杏を育てて後、ボルシティへと赴く。
魔導水
莉杏が流牙たちに施した特殊な水。これによって少しの間だけゼドムの火力を防ぐことができる。

### ホラー
陰我ホラー
過去のシリーズと同様に陰我の宿ったオブジェをゲートとして現れる、いわゆる普通のホラーのこと。
今作では差別化のため、こう呼ばれている。基本設定は牙狼-GARO-#ホラーを参照。
今作では必ずしも正体を現す者ばかりではなく、人間の姿のままで戦闘する者や頭部のみを異形の姿に変化させるタイプの者もいる（こちらの方が今作では多い）。中には金城グループの傘下に入っている者もいる。

素体ホラー
人間や物に取り付く前の陰我ホラー。その姿は悪魔を髣髴とさせる。今作では久しぶりに着ぐるみで登場する。
花嫁 / ブーケリア
第1話に登場。花嫁に憑依して花婿と披露宴の参列者を捕食しようとしていた。流牙に正体を暴かれて倒されるが、このホラーとの戦いがきっかけで流牙はSG1に追われる身となる。実は花嫁が持っていたブーケの方が本体であり、一休みしていた流牙を奇襲するが、最期は羅号に喰われて討滅された。
パルケイラ
第3話に登場。ボルシティのF4入口の地下道に潜伏していた。
以前から人間を捕食し過ぎて巨大に肥えてしまい、通路に挟まって思うように動けなくなったため、両腕を切り離して全裸の美女へ擬態させては入口付近で人間の男性を地下道に誘き寄せて捕食していた。自身の力で地下道を支配して鎧の召還を阻止していたため、当初は流牙と猛竜を苦戦させる。しかし、哀空吏が地下道の外から放った矢が札の力を使って2か月に一度現れる「光導の月」の力を具現化させた光の道を経て直撃したことで、倒された。
今作では珍しく本来の姿で登場した陰我ホラーである。また、両手から擬態した全裸の美女は平然と陰部を晒したまま戦うため、そこが映る際にはボカシ処理が施された。
壇田（） / ソニクラス
第4話、第5話に登場。
ゴミ捨て場に打ち捨てられていた年代物のラジオをゲートとして出現し、そのゴミ捨て場への不法投棄を目論んでいた壇田という男に憑依した。魔戒騎士と戦う意思を持たず、音のようにスピーカーに出入りできる能力で逃げ回り、魂を身体から分離させて喰らう。滔星の経営するステーキハウスに現れて客を捕食し、滔星と燕邦に襲い掛かろうとするが、流牙に阻まれて撤退する。その後も逃げ続けていたが、最終的に流牙に追い詰められ、逃げ場を塞がれた上で倒された。
ユーヤ / メタルリック
第6話に登場。ユーヤという肥満体形の男に憑依していた。
本来は戦闘能力が低く臆病な性格だが、音楽に反応して戦闘能力が向上し、凶暴な性格になるという性質を持つ。猛竜と交戦し、追い詰められて命乞いするが、ミュージシャンのシンが偶然手に入れた魔導ホラーの鱗（第2話で流牙が鷲頭を斬った時に飛び散ったもの）をピックに用いて演奏したギターの曲を聴いて突如凶暴化し、猛竜を圧倒して逃走する。符礼の策略でおびき寄せられた時もシンの曲で仲間のホラーと共にパワーアップして流牙たちを圧倒するが、激戦の末に流牙に斬られた。
ホラー人間態 / インバージュ
第8話に登場。黒い革ジャンを着た筋肉質の男に憑依していた。
ホラーが持つ異形の口が両肩にも生えており、流牙を圧倒するほどのパワーと背中から伸ばす鎖が武器。流牙に倒されるが、このホラーとの戦闘を風見が撮影した写真は情報の捏造に利用されてしまう。
遠山 未歩（）
第10話に登場。ボルシティハイスクールの教師遠山未歩に憑依して校内に潜伏していた。
自身が選んだ優秀な生徒だけの学校を作ろうと目論み、落ちこぼれた者は不要と見なして捕食していた。自身の本来の姿を目撃した教え子・北島遙華を家族ごと捕食し、真実を知った教え子の坪井浩輝も口封じに喰らおうとするが、その外道な行為が流牙の怒りを買って倒された。
菩阿羅（） / マジェンサ
第11話に登場。風俗店『秘密クラブ「Paradise」』の主人である魔性の女菩阿羅に憑依していた。
金城グループと繋がっており、反金城グループの政治家や有力者たちを抹殺していた。相手の手を握ることで心を読み取り、その相手が求めている女性の姿に変身する能力で男を誑かして骨抜きにした上で捕食する。また、下級ホラーが憑依した店員を部下として従えている。交戦した流牙や莉杏の心を読んで誑かそうとするが、彼らには通用せず、最期は流牙に斬られた。
万樹（）
第14話に登場。ソフィアの恋人であったバイオリニストの男万樹に憑依していた。ウエストサイド付近にある別荘を訪ねた猛竜と哀空吏に襲い掛かるが、瞬殺された。
ゼドム
第14話にてハイエナの口から語られた伝説のホラー。「殺戮の闘将」という異名を持ち、身体から魔導ホラーの種子となる物質を生み出す能力を有していた。
さらに符礼やザルバの話によるとそれを他のホラーに植え付けて己の下僕とし、最強の軍隊を作り出そうとしていたとされる。現在では魔戒法師によって討伐され、肉体は分割されて世界各地に封印された後、魔戒法師がその種子から育てたプラントをソウルメタルなどの騎士の素材に加工していたが、一方でこのプラントを人間に打ち込むとその人間は魔導ホラーと化してしまう。その分割された肉体のうちの頭部がボルシティの地下にある古代遺跡の首塚に封印されているとされ、魔戒法師が歌う古代の歌こそゼドムに捧げるレクイエムであり、同時にこの歌がゼドムを封じる要になっているという。
第21話で流牙に弾かれたプラントの種の1つが塚へ戻ったことによって封印が解けて覚醒し、第23話で尊士の肉体を用いて完全復活を遂げる。駆け付けた流牙たちに魔戒騎士が纏う鎧は自身の力を授かって生まれたものであると説き、正しい使い方をするべく自身の下僕になることを強要するが拒まれ、彼らを屈服させるためにボルシティにホラーを放ち、攻撃を仕掛ける。
立方体の意匠を散りばめた軍服を纏う四角い眼鏡をかけた初老の男性のような姿をしており、自身の周囲を漂う無数のキューブを操った攻撃を得意とする。
牙狼の鎧をキューブで固めて奪うなどして流牙たちを苦戦させたが、最終的に黄金の光に照らされた流牙、猛竜、哀空吏の攻撃により倒された。
魔導ホラー
通常のホラーとは違いゲートを介さず、人間にも憑依しない特異なホラー。
「何者かの意思から生まれた」とされており、通常のホラーのように欲望のまま人を食らわず、人間界に潜伏している。魔導火や魔導輪による探知ができず、罠を張るなどの方法で正体を暴くしかなかったが、リベラの舌から作られた魔導具の魔導ホラー探知機によって探知することが可能となった。その魔導具で探知された際には、両目の周辺に赤黒い刻印が浮かび上がる。また、魔戒騎士の攻撃で傷を負った際に黄金の波動を発し、一瞬であるが牙狼にその輝きを取り戻させ、装着者である流牙に過去の記憶を想起させるという謎の性質を持つが、この黄金の波動の正体は彼の母親の波奏が古の歌を歌い続けることで育てた牙狼の鎧に黄金の輝きを取り戻す力を魔導ホラーの中に封じ込めたものであり、その波動を受けた際に彼女と過ごした日々が思い出されるのはそのためである。
その姿や能力は共通しており、翼が無く尻尾が短い灰色の素体ホラーのような姿をしているが、尊士やリベラなどのように固有の姿を持つ者もいる。人間体の時に自らの皮膚を剥がし、武器に変える能力を持つ。
元々魔導ホラーとはゼドムの種を植え付けられて強化されたホラーのことだったが、今作に登場する魔導ホラーはゼドムの種から育てたプラントを刺し込まれた人間であり、自身にプラントを刺し込んだ者（正確には刺し込む前に、プラントにその血を吸わせた者）に操り人形の如く服従する（ただし、プラントを刺し込んだ者がゼドム以外の者だった場合は、その者の命令よりもゼドムの命令が優先される）。そして、その支配者こそ金城滔星であることが判明した。燕邦のように邪心がない人間でも強制的に魔導ホラーへと変える能力を持ち、昼夜を問わずに活動することが可能。
なお、陰我ホラーのボルシティでの捕食活動に協力することもあるが、ほとんどの者は陰我ホラーを見下しており、事実魔導ホラーが陰我ホラーを自身の配下として使役することも多い。
大半の者は元の人間性を失っているものの、表向きは人間だったころのように振る舞い、人格の変化を悟らせない。鷲頭のように望んで魔導ホラーになったわけではないと自覚している者や、ハイエナのように元の人間に戻りたいとする者もいた。
尊士、リベラ、燕邦は#登場人物の各項目を参照。
鷲頭 正彦（）
カネシロ不動産の課長。
不可能と言われる契約を次々とものにしていくやり手の課長で、部下からも慕われており、莉杏に「ホラーに憑依されるような弱い男ではない」と評される人物であったが、滔星の手によって魔導ホラーに覚醒させられた。本人の発言から魔導ホラーになることは望んでいなかったことが示唆されているが、人間を捕食することには抵抗を感じていないようで、交渉が決裂した取引先の相手を「食べるつもりはなかった」と言いながらも平然と捕食したり、契約社員に変装した莉杏が倒れている姿を目撃した際はその血の匂いに誘惑されたりしている。
相手を小突いたり手招きしたりすることで、肉体から魂を分離させる能力を持つ。分離させた魂はそのまま食らうほか、名刺を相手の肉体に当てることによって魂を名刺に封じ込め、それを携帯食として持ち歩いている。また、戦闘時には自身の顔の皮を引き剥がし、剣に変化させる。
莉杏と哀空吏に正体を暴かれて奇襲を受けるが、体内に矢を取り込むなど彼らの攻撃をものともせずに退ける。その後に流牙と交戦し、高い戦闘能力と斬られた時に発生する黄金の波動で彼を苦戦させるが、激戦の末に倒された。
白波 秀行（）
ボルシティの移住管理局の課長。
ボルシティの新興住宅地への移住希望者を移住先として勧める物件の地下へ誘い込み、そこに住まわせている配下の陰我ホラーと共に喰らってきた。常に爽やかな笑顔を絶やさない好青年に見えるが、本性は喰らってきた人々を「自分が幸せにした」、「自分が夢を見せた」と嘯いたり、人間がホラーに喰われていく様子を平然と笑顔で眺める外道な性格の持ち主で、流牙と猛竜の怒りを買った。
自身の喉元の皮膚を引き剥がして剣に変化させて戦うほか、結界札も使用する。
洲崎一家を捕食しようとするが、流牙たちに阻まれて部下と共に交戦し、最期は流牙と猛竜に倒された。
議員
ボルシティの市会議員の男。流牙たちの罠に嵌められて正体を暴かれる。指から光弾を放つほか、首を刎ねられても死なないほど強い生命力を持つ。
哀空吏の攻撃を全て耐えきって彼を窮地に追いやるが、最期は流牙に倒された。
医者
ボルシティの中央病院に勤務する医師の男。流牙たちの罠に嵌められて正体を暴かれる。
正体を暴かれた直後、力を発揮する間もなく流牙に瞬殺された。
『宇宙船 YEARBOOK 2014』では、病院を訪れた患者を秘密裏に殺め、その魂を妻崎の工場へ送っていったと推察している。
妻崎（）
カネシロフーズ工場長。ホラーの非常食となるボルシティへの移住希望者（その中には尊士に陥れられた末に殺害された類の家族も含まれている）たちの魂から作られたアンプル状の保存食への加工作業の指揮をしていた。
ノルマや製品の品質にこだわっており、病院側に魂を抜き出す人間の工面を頼んだり、哀空吏の目の前でアンプルの魂を食らうといった悪辣な行為で、哀空吏の怒りを煽った。哀空吏の矢を受けてもすぐには倒れないタフさを誇り、自身の左大腿部の皮膚を引き剥がして槍に変化させて戦う。また、陰我ホラーが憑依した職員たちを部下として使役している。
工場に潜入した流牙たちに正体を暴かれて交戦し、哀空吏を圧倒するが、流牙のアドバイスで戦法を変えた哀空吏の攻撃に押され、最期は流牙に止めを刺された。
ハイエナ
ボルシティの墓地に住む墓守。見ただけで3日間原因不明の高熱に侵され、目が合っただけで3日以内に死ぬという都市伝説として語られていた。当初は喋れなかったが、調査に訪れた流牙や莉杏と出会った時に莉杏の力で喋れるようになった。
かつて自分がボルシティで働いていた精神科医で、相棒だったというクライアントに騙されて魔導ホラーにされたと語る。魔戒騎士のことにも精通しているらしく牙狼のことも知っており、魔導ホラーの種を生み出せるゼドムの伝承を流牙たちに話し、それに関わる事柄としてゼドムへのレクイエムを歌うオペラ歌手のソフィアや彼女の恋人だったというバイオリニストである万樹の家に哀空吏と猛竜を誘導するが、それは魔戒騎士を葬ろうという罠で、2人を万樹に憑依したホラーや万樹の家の近くにあった陰我ホラーのゲートから現れた大量の素体ホラーに襲わせたりした。
本性を現すや流牙を拘束し、彼を自分のクライアントに捧げようとしたが、自分がすでにクライアントに見限られていることや人間に戻りたいという本心を流牙に指摘され、彼に言われるまま流牙の剣で自身を傷つけた際に発生したエネルギーによって流牙は拘束を解いてしまう。流牙に騙されたことを知り、ホラー形態となって襲い掛かるもあえなく倒された。残されたロケットペンダントから、金城憲水の息子の1人であったことが判明し、自分の息子さえホラーにする憲水の非情さを流牙らは戦慄することになる。だが、実は彼の言う『クライアント』の正体は、弟の滔星であったことが後に明らかになるが、この時はハイエナが自分をホラーにした人間の正体を語らなかったことから、しばらく流牙らは憲水の仕業と誤解をひきずらせることとなった。
引き剥がした両腕の皮膚を拘束具に変化させて相手を拘束するほか、斧を武器として戦うが、他の魔導ホラーの武器とは異なり、ホラー形態に変化した際に最初から所持している。

### その他の用語・設定
ボルシティ
火山を中心として発展した深い森に閉ざされた日本国内に存在する巨大な独立国家。別名「カネシロ・シティ」とも呼ばれるなど、金城グループが支配している。人々とその暮らしや文化は日本似で公用語も日本語だが、新聞や一部の看板などは英語で表記されている。至るところに女神像が立っており、税金や物価の安さ、無償の医療費や学費、福祉やサービスが充実していることなどから「理想の街」と称されており、移住希望者が後を絶たない。一方で、陰我ホラーだけでなく魔導ホラーも暗躍しており、特に魔導ホラーは街の要職員として政治や経済における都市の運営にまで関わっている。そのため、快適な生活を夢見て入国した者たちの魂を入れたアンプルとしてホラー用の携帯食を生産する工場も存在している。街の地下には火山灰に埋もれたかつて魔戒法師の村だったという遺跡がそのまま残っており、そこの中心部には街のものより巨大な女神像＝ゼドムの首塚が置かれている。
ゼドムとの決戦後、市民全員が流牙たちとホラーに関する記憶を消された。
金城一族
金城グループの会長である金城憲水以下、子供4人を含む14人の血族たち。第17話において本性を顕にした金城滔星の指示を受けたリベラ、燕邦の手で全員が捕食され、憲水自身も尊士に捕食される。そして、最後の生き残りとなっていた滔星も第24話で素体ホラーに憑依され、莉杏に倒されたことによって金城一族は全滅した。
金城グループ
ボルシティの生活、経済の中心基盤となる住民の衣食住すべてに密着する巨大企業の俗称。金城憲水が代表として取り仕切っていたが、実際には勘当された4男だったはずの滔星が魔導ホラーを通じて裏で操っており、憲水はそれに怯える立場だった。第17話で自分以外の金城一族を一掃し、滔星が新代表として表に出る。ゼドムとの決戦後、市民がホラーに関する記憶を消された後の動向は不明。ただ滔星がステーキハウスへ戻っていった時に、どさくさ紛れに金城グループの資産を持ち出した様子。また金城グループの私兵たるSG1は存続している。
SG1（）
正式名称は「SECURITY GUARDIAN 1（）」。ボルシティの治安維持を請け負った特殊部隊であり、隊員は素体ホラーの頭のような金属のヘルメットと先端から電流が出る長い電磁ロッドや火器などで武装している。
軍隊と警察を合わせたような公的な機関のように振る舞っているが、実際は金城グループの私兵である。
最初は流牙たちをボルシティの敵と誤解して敵対していたが、後に誤解を解きゼドムやホラーからボルシティを守るために流牙たちと共闘する。ただし市民がホラーの記憶を消された後は、同様に彼らも共闘した流牙らの記憶を失っている。
波動銃
SG1が携行している銃。着弾すると障壁が発生して相手を吹き飛ばす。出力を調節することが可能であり、MAXだと殺傷力を持つ。
フィストボム
第16話で開発されたナックルダスター似の新兵器。弾を装填して拳に装着し、殴ることで発生する強力な爆風によって、標的を爆砕する。
魔導ホラーのプラント
ゼドムの種から生まれる黄土色の植物。この植物から育った実は、ソウルメタルに変わるホラーの死骸と同等の力を持つと言われている。また、先端に咲いている花から伸びる蘂のような部分に指を突き刺して血を吸わせた後、根の部分を人体へ突き刺すことで、刺された人間を血を吸わせた人間に服従する魔導ホラーに変貌させることができる。

## スタッフ
- 原作 - 雨宮慶太
- 総監督 - 横山誠
- エグゼクティヴプロデューサー - 二宮清隆
- プロデューサー - 林洋輔
- アソシエイトプロデューサー - 吉田健太郎
- シリーズ構成 - 江良至
- 脚本 - 江良至、藤平久子、田口恵、梅田寿美子、横山誠
- アクション監督 - 横山誠、小池達朗、こしげなみへい、富田稔
- VFX/CG - オムニバスジャパン
- 音楽プロデューサー - 井上俊次
- 音楽 - 栗山善親、寺田志保、松尾洋一
- 監督 - 横山誠、金田龍、下田章仁、阿部満良、梅津芳臣
- セカンドユニット監督 - 坂本浩一
- 特別協力 - サンセイアールアンドディ
- 制作 - 東北新社、オムニバスジャパン
- 製作 - 東北新社

## キャスト

### レギュラー・準レギュラー
- 道外流牙 - 栗山航
- 楠神哀空吏 - 青木玄徳
- 蛇崩猛竜 - 池田純矢
- 莉杏 - 南里美希
- 燕邦 - 佐藤寛子
- リベラ - 井村空美
- 金城滔星 - 津田寛治
- 尊士（謎の男） - 倉田保昭
- 波奏 -  横山めぐみ
- 符礼 - 大友康平

### 声の出演
- 魔導輪ザルバ - 影山ヒロノブ
- ホラーの声 - 西凜太朗

### ゲスト
- 司会者 - 川瀬明美（1）
- 新郎 - 岩田有弘（1）
- 老夫婦 - 久保田武志、滝沢恵美子（1,8,9）
- パントマイマー - じぇーむす今川（1,8,9）
- ロックな運転手 - パンチ佐藤（1）
- 花嫁 - 佐野光来（1）
- 鷲頭正彦 - 春田純一（2）
- 少女時代の波奏（歌声の少女） - 白本彩奈（2,5,12,17 - 20）
- 少年時代の流牙 -  大橋律（2,19,20）
- 石崎 - 早瀬俊行（2）
- 石崎の愛人 - ラニ、イリナ（2）
- 猛竜に抱かれる女 - 友田彩也香（2）、星野あかり（7）[注釈 2]
- 不動産会社社員  - 沖田裕樹、五十嵐和弘（2）
- サラリーマン - 飯森明（3）
- 男子学生 - 畠山遼、山口侑佑、陸（3）
- 全裸の女 - 周防ゆきこ（3）
- バーの客 - 川合将嗣（4）
- バーの店員 - 齋藤修、松本克也（4）
- ステーキ店の客 - 小林広嗣（4）
- SG1隊員 - 畠山真弥、松田拓也（4）
- 壇田 - こしげなみへい（4,5）
- 吉富 - 福山一樹（4,5,21）
- シン - 太田基裕（6）
- ダックス勝浦 - 金橋良樹（6）
- バックバンド - HOI FESTA（6）
- ユーヤ - 勝矢（6）
- 洲崎類 - 前田希美（7,8,11 - 13,22,24）
- 洲崎幸子 - 筒井真理子（7,13）
- 洲崎良恵 - 別府康子（7,13）
- 洲崎元気 - 椙杜翔馬（7,13）
- 若い夫婦 - 原田憲明、伊藤有希菜（7）
- 遺影 - 松尾徹、浮田芳夫（7）
- 正装の男 - 坂本龍一、奏多（7）
- 正装の女 - 平栗里美、奈美子（7）
- 白波秀行 - 水橋研二（7）
- 風見泰人 - 古山憲太郎（8,9）
- 美咲 - 岡崎高子（8）
- 花屋の主人 - 新井政子（8,11,12）
- ホラー - 伊藤慎（8）
- 金城憲水 - 北見敏之（8,12,16,17）
- TV局スタッフ - 伊田郁美（9）
- 坪井浩輝 - 高杉真宙（10）
- 北島遙華 - 高良光莉（10）
- 坪井正臣 - 大浦龍宇一（10）
- ミノル - シュドーズ直矢（10）
- ツトム - 澤田怜央（10）
- ヨウコ - 塚田帆南（10）
- シオリ - 清野菜名（10）
- 濱田 - 渡辺郁也（10）
- ランダム高校生 - 高木万平（10）
- 遠山未歩 - 長澤奈央（10）
- 上条悟 - 古井栄一（11）
- サム - Dean（11）
- 杉浦守 - 三浦文太郎（11）
- 菩阿羅 - 及川奈央（11）
- 巨乳ギャル - 紗倉まな（11）
- 豊満な女 - なしお成（11）
- 熟女 - 速水今日子（11）
- パラダイスの女 - 屋敷紘子、佐々木麻美（11）
- 式場関係者 - 藤田遼平（12）
- 記者 - ウダタカキ、永井秀樹、延増静美（13）
- 妻崎 - 日下秀昭（13）
- 議員 - 岡本美登（13）
- 医者 - 小村裕次郎（13）I
- ハイエナ - ダンカン（14）
- ソフィア - 野本かりあ（14）
- 万樹 - 今村浩継（14）
- SG1女性隊員 - 久米田彩、内田量子（16）
- フィストボム隊員 - 酒井尚美（16）
- 金城一家 - 千葉誠樹、松下哲、金澤ゆかり、武田あかね、木村久美、佐々木正和、帰山ゆか、江口哲路、小塚亮輔、榊夏海、佐藤優吏、渡辺優奈、曽我美月、小沢獅子丸（17）
- 男性キャスター - 山中敦史（17）
- SG1隊員 - 田上晃吉（19）
- 少年時代の滔星 - 松岡広大（20）
- 莉峽 - 西本竜樹（20）
- 沙莉 - 最所美咲（20）
- 変わっていく波奏 - 郷日向子、門問三可子（20）
- 華漣の愛人 - 淵上泰史、石鍋正寿（20）
- 華漣 - 冨樫真（20）
- 金城家の子供 - 渡辺優奈、曽我美月（21）
- 泣く子供 - 伊藤悠翔
- ゼドム - 大竹まこと（23,24）
- 少女時代の莉杏 - 甲斐恵美利（25）
- オウマ - 益岡徹（25）

## 主題歌
オープニングテーマ曲
「THEME OF 闇を照らす者」（第1話 - 第12話、第24話）
作曲 - 栗山善親、寺田志保
「一触即発 〜Trigger of Crisis〜」（第13話 - 第23話）
作詞・作曲 - 影山ヒロノブ / 編曲 - 栗山善親・寺田志保 / 歌 - JAM Project
※ 第18話では途中で曲が途切れるという演出がなされた。第24話では2番の歌詞をエンディングテーマとして使用。
エンディングテーマ曲
「So Long」（第1話 - 第12話、第22話）
作詞・歌 - 大友康平 / 作曲・編曲 - 鳥山雄司
※ 第22話では2番の歌詞を使用。
「PLATONIC」（第13話 - 第21話、第23話）
作詞・作曲 - 奥井雅美 / 編曲 - 栗山善親・寺田志保 / 歌 - JAM Project featuring 奥井雅美
※ 第21話と第23話では2番の歌詞を使用。
「Brave Heart」（第25話）
作詞・歌 - 大友康平 / 作曲・編曲 - 鳥山雄司
挿入歌
「Bright Hope」（第6話）
作詞・作曲・編曲 - 坂下正俊 / 歌 - 太田基裕

## 各話リスト
| 話数   | サブタイトル | 脚本            | 監督            |
| ------ | ------------ | --------------- | --------------- |
| 第1話  | 流 Ryuga     | 江良至 横山誠   | 横山誠          |
| 第2話  | 波 Gold wave | 江良至          | 横山誠          |
| 第3話  | 迷 Dungeon   | 田口恵 横山誠   | 横山誠          |
| 第4話  | 夢 Dream     | 藤平久子 横山誠 | 金田龍          |
| 第5話  | 夢 Nightmare | 藤平久子 横山誠 | 金田龍          |
| 第6話  | 響 Rock      | 田口恵          | 下田章仁        |
| 第7話  | 住 Dining    | 江良至          | 金田龍          |
| 第8話  | 乱 Scoop     | 江良至          | 横山誠          |
| 第9話  | 乱 Sonshi    | 江良至          | 横山誠          |
| 第10話 | 誓 Promise   | 田口恵          | 阿部満良        |
| 第11話 | 虜 Desire    | 藤平久子        | 阿部満良        |
| 第12話 | 報 Trap      | 藤平久子        | 横山誠          |
| 第13話 | 狩 Hunting   | 梅田寿美子      | 梅津芳臣        |
| 第14話 | 腐 Hyena     | 藤平久子        | 金田龍          |
| 第15話 | 謎 Hint      | 田口恵          | 梅津芳臣        |
| 第16話 | 友 Lost      | 江良至          | 阿部満良        |
| 第17話 | 裏 Tousei    | 江良至          | 横山誠          |
| 第18話 | 闘 War       | 田口恵          | 横山誠          |
| 第19話 | 光 Hope      | 田口恵          | 横山誠 坂本浩一 |
| 第20話 | 母 Mother    | 江良至          | 横山誠 坂本浩一 |
| 第21話 | 義 Justice   | 江良至 藤平久子 | 横山誠 坂本浩一 |
| 第22話 | 礼 Master    | 江良至          | 横山誠 坂本浩一 |
| 第23話 | 輝 Gold      | 横山誠 江良至   | 横山誠          |
| 第24話 | 照 Future    | 横山誠 江良至   | 横山誠          |
| 第25話 | 道 Beginning | 江良至          | 梅津芳臣        |

## 放送局
GAROシリーズでは初めて無料BS局での放送が実施され、全国での無料視聴が可能となった。
| 放送地域       | 放送局         | 放送期間                | 放送日時                     | 系列           | 遅れ日数 |
| -------------- | -------------- | ----------------------- | ---------------------------- | -------------- | -------- |
| 関東広域圏     | テレビ東京     | 2013年4月6日 - 9月21日  | 土曜 1:23 - 1:53（金曜深夜） | テレビ東京系列 | 制作局   |
| 岡山県・香川県 | テレビせとうち | 2013年4月6日 - 9月21日  | 土曜 1:53 - 2:23（金曜深夜） | テレビ東京系列 |          |
| 福岡県         | TVQ九州放送    | 2013年4月7日 - 9月22日  | 日曜 1:55 - 2:25（土曜深夜） | テレビ東京系列 |          |
| 大阪府         | テレビ大阪     | 2013年4月9日 - 9月24日  | 火曜 1:15 - 1:45（月曜深夜） | テレビ東京系列 |          |
| 日本全域       | BSジャパン     | 2013年4月12日 - 9月27日 | 金曜 0:58 - 1:28（木曜深夜） | BS放送         |          |
| 愛知県         | テレビ愛知     | 2013年4月12日 - 9月27日 | 金曜 1:35 - 2:05（木曜深夜） | テレビ東京系列 |          |
| 北海道         | テレビ北海道   | 2013年4月17日 - 10月1日 | 水曜 1:35 - 2:05（火曜深夜） | テレビ東京系列 |          |
| 福井県         | 福井テレビ     | 2013年4月19日 - 10月4日 | 金曜 1:15 - 1:45（木曜深夜） | フジテレビ系列 |          |
| 石川県         | テレビ金沢     | 2013年4月19日 - 10月4日 | 金曜 2:05 - 2:35（木曜深夜） | 日本テレビ系列 |          |

## 関連商品

### DVD・Blu-ray
2013年にBlue-ray BOXとDVD BOXがポニーキャニオンから発売された。

### CD
「一触即発 ~Trigger of Crisis~」
2013年7月24日にランティスから発売されたJAM Projectのシングル。後期オープニングテーマと後期エンディングテーマを収録。
「So Long」
2013年12月4日に発売された大友康平のシングル。本作の前期エンディングテーマと最終話エンディングテーマを収録。
「牙狼＜GARO＞黄金歌集　牙狼心」
2015年8月5日にランティスから発売された、牙狼シリーズのベストアルバム。他の作品の主題歌とともに、JAM Projectが担当した本作の主題歌が、前期オープニングテーマ含め収録されている。

### フィギュア
本作で初登場した黄金騎士ガロ流牙Ver.、炎刃騎士ゼン、天弓騎士ガイ、ガロ流牙金色Ver.、ゼンとガイの金色Ver.が商品化されている。

### プロップグッズ
本作で登場した流牙の魔導火のライターが商品化されている。

## パチンコ
2014年7月にサンセイR&Dから本作のタイアップ機であるパチンコ『CR牙狼 金色になれ』が発売された。2015年にマイナーチェンジ機『CRA牙狼金色になれ 〜ザルバとの契約〜』が登場したほか、2014年6月24日に関連のランニングアクションゲームアプリ『走れ!牙狼金色になれ』が配信されている。